# Брейн Рекърдс
„Брейн Рекърдс“ е звукозаписна компания със седалище в Хамбург.
Издавала записи за жанра Краутрок на групи като „Ной!“, „Клъстер“ и „Гуру Гуру“. Много от по-важните записи се преиздават на компактдиск от Репертоар Рекърдс.
В средата на 1971 г. Улрих Ролф Кайзер управлява компанията, но по-късно напуска и създава своя собствени звукозаписна компания, която нарича Брайън. Брайън Рекърдс бързо успява през Западна Германия и голямата част от Западна Европа, въпреки че присъства малко в САЩ.
Компанията работи през 1970-те и 1980-те с групите в Ной!, Клъстер, Хармония, Клаус Шулце, Едгар Фросе, Гуру Гуру, Гробшнит, Новалис, Джейн, Бърд Контрол, Ембрио Попол Вух, Скорпиънс, Електрик Сън, Аксепт и много други.